# Hazırəhmədli
Hazırəhmədli è un comune dell'Azerbaigian situato nel distretto di Goranboy. Conta una popolazione di 2 447 abitanti.